# Романівська сільська рада (Романівський район, с. Романівка)
Романівська сільська рада (Романківська сільська рада) — колишня адміністративно-територіальна одиниця та орган місцевого самоврядування у Романівському (Миропільському, Дзержинському) і Чуднівському районах Волинської округи, Вінницької й Житомирської областей Української РСР та України з адміністративним центром у с. Романівка.

## Населені пункти
Сільській раді підпорядковані населені пункти:
- с. Романівка
- с. Разіне

## Населення
Кількість населення ради станом на 1923 рік становила 1 361 особу, кількість дворів — 246.
Відповідно до перепису населення СРСР, станом на 17 грудня 1926 року, чисельність населення ради становила 1 376 осіб, з них, за статтю: чоловіків — 658, жінок — 718, етнічний склад: українців — 1 259, поляків — 110, чехів — 2, інших — 5. Кількість господарств — 315, з них несільського типу — 16.
Відповідно до результатів перепису населення СРСР, кількість населення ради станом на 12 січня 1989 року становила 1 817 осіб.
Станом на 5 грудня 2001 року, відповідно до перепису населення України, кількість мешканців сільської ради становила 1 631 особу.

## Склад ради
Рада складалася з 16 депутатів та голови.

## Історія
Створена 1923 року в складі сіл Мані та Романівка Романівської волості Полонського повіту Волинської губернії. У 1926 році с. Мані підпорядковане Красноволицькій сільській раді Дзержинського району Житомирської області.
Станом на 1 вересня 1946 року сільська рада входила до складу Дзержинського району Житомирської області, на обліку в раді перебували с. Романівка та селище залізничної станції Разіне.
11 серпня 1954 року, відповідно до указу Президії Верховної ради Української РСР «Про укрупнення сільських рад по Житомирській області», до складу ради включено с. Шуляйки ліквідованої Шуляйківської сільської ради Дзержинського району. 5 березня 1959 року, відповідно до рішення Житомирського облвиконкому № 161 «Про ліквідацію та зміну адміністративно-територіального поділу окремих сільських рад області», підпорядковано с. Червоний Промінь Врублівської сільської ради Дзержинського району. 27 лютого 1961 року, відповідно до рішення Житомирського облвиконкому № 152 «Про проведення змін в адміністративно-територіальному поділі районів області», села Червоний Промінь та Шуляйки об'єднано із с. Романівка. 11 грудня 1961 року, відповідно до рішення Житомирського облвиконкому № 1154 «Про часткову зміну границь адміністративного поділу Любарського, Чуднівського та Дзержинського районів в зв'язку з ліквідацією недоліків в землекористуванні колгоспів», до складу ради включено с. Разіне Меленецької сільської ради Любарського району.
На 1 січня 1972 року сільська рада входила до складу Дзержинського району Житомирської області, на обліку в раді перебували села Мані, Разіне, Романівка та Хижинці.
Виключена з облікових даних 17 липня 2020 року. Територію та населені пункти ради, відповідно до розпорядження Кабінету Міністрів України № 711-р від 12 червня 2020 року «Про визначення адміністративних центрів та затвердження територій територіальних громад Житомирської області», включено до складу Романівської селищної територіальної громади Житомирського району Житомирської області.
Входила до складу Романівського (Миропільського, Дзержинського, 7.03.1923 р., 13.02.1935 р.) та Чуднівського (17.06.1925 р.) районів.